# Gonanticlea amplior
Gonanticlea amplior är en fjärilsart som beskrevs av Thierry-mieg 1910. Gonanticlea amplior ingår i släktet Gonanticlea och familjen mätare. Inga underarter finns listade i Catalogue of Life.